# Žan Serčič
Žan Serčič, slovenski pevec, kitarist, avtor besedil, glasbe, glasbenik, pesmopisec in producent, * 13. maj 1995, Maribor.
Prihaja iz Lenarta v Slovenskih goricah. Že v osnovni šoli je začel obiskovati nižjo glasbeno šolo. Po osnovni šoli (hodil je na lenarško) je šolanje nadaljeval na Srednji oblikovalni šoli Maribor.
Slovensko občinstvo ga je spoznalo leta 2011 v 2. sezoni oddaje Slovenija ima talent. Na avdiciji je navdušil z Break Your Heart (Taio Cruz), za polfinale si je izbral Grenade (Bruno Mars), v finalu pa je zapel Dynamite (zopet Taio Cruz). Že pred polfinalnim nastopom je podpisal pogodbo z Založbo Menart in kmalu po finalu je izdal svoj prvi singel Dajem ti vse, ki je nastal v sodelovanju s producentom Martinom Lesjakom, bolj znanim kot Stayercproduction. Januarja 2012 je izšel njegov prvi avtorski komad What About Us, za katerega je besedilo in glasbo napisal sam. Decembra istega leta je posnel priredbo znane novoletne skladbe Silvestrski poljub v duetu z Evo Boto. 2013 se je udeležil Melodij morja in sonca (Ljubezen na prvi pogled). 27. februarja 2016 je nastopil na EMI 2016 (Summer Story/Poletna zgodba), slovenskem izboru evrovizijskega predstavnika.
Svoje pesmi (večinoma) piše sam in igra kitaro, ki jo je tudi poučeval na glasbeni šoli.
18. junija 2024 je imel enega svojih večjih koncertov v Križankah, kjer je nastopil skupaj s svojim bandom Šakali.

## Nastopi na glasbenih festivalih

### Melodije morja in sonca
- 2013: Ljubezen na prvi pogled (Žan Serčič - Žan Serčič - Žan Serčič) - 14. mesto (1 točka)

### EMA
- 2016: Summer Story (Žan Serčič - Žan Serčič - Žan Serčič)

## Diskografija

### Albumi
- 2017: To sem jaz
- 2020: Iz moje sobe
- 2023: Ljubezenske igre

### Radijski singli in videospoti
| Leto                    | Pesem                                    | Digitalni singel | Uradni videospot | Album            |
| ----------------------- | ---------------------------------------- | ---------------- | ---------------- | ---------------- |
| 2011                    | Dajem ti vse                             | ✓                |                  | —                |
| 2012                    | Kaj pa midva/What About Us               | ✓                |                  | —                |
| 2012                    | To poletje                               | ✓                | ✓                | —                |
| 2012                    | Silvestrski poljub (z Evo Boto)          |                  | (✓)              | —                |
| 2013                    | Zate                                     | ✓                |                  | —                |
| 2013                    | Ljubezen na prvi pogled (MMS 2013)       | ✓                |                  | —                |
| 2014                    | Za božič z mano si                       |                  | (✓)              | —                |
| 2015                    | Sateliti                                 |                  |                  | —                |
| 2016                    | Čakam                                    |                  |                  | —                |
| 2016                    | Summer Story/Poletna zgodba (EMA 2016)   | ✓                |                  | —                |
| 2016                    | Emotional Cave                           |                  |                  | —                |
| 2017                    | Letim                                    | ✓                | ✓                | —                |
| 2017                    | Najina zgodba                            |                  | ✓                | To sem jaz       |
| 2018                    | 1000x                                    | ✓                | ✓                | To sem jaz       |
| 2018                    | Nazaj (ft. Gaja Prestor)                 |                  | ✓                | —                |
| 2018                    | Samo najin ples                          | ✓                | ✓                | To sem jaz       |
| 2019                    | Tebe ne dam (ft. Leya)                   | ✓                | ✓                | —                |
| 2019                    | Smisel življenja                         | ✓                | ✓                | To sem jaz       |
| 2019                    | Midva                                    | ✓                |                  | Iz moje sobe     |
| 2020                    | Zlomljena                                | ✓                | ✓                | Iz moje sobe     |
| 2020                    | Lana                                     | ✓                | ✓                | Iz moje sobe     |
| 2020                    | Čudeži                                   |                  | ✓                | Iz moje sobe     |
| 2020                    | Nisva kul (ft. Emkej)                    |                  | ✓                | Iz moje sobe     |
| 2020                    | Snežinki                                 |                  | ✓                | Iz moje sobe     |
| 2023                    | Zadnja Noč                               |                  | ✓                | Ljubezenske Igre |
| 2023                    | Pusti Mi Spomin                          |                  | ✓                | Ljubezenske Igre |
| 2023                    | Letim ft. Šakali                         |                  | ✓                | Ljubezenske Igre |
| 2023                    | Temno Nebo                               |                  |                  | Ljubezenske Igre |
| 2023                    | Nor Sem Nate                             |                  | ✓                | Ljubezenske Igre |
| 2023                    | Naj Me Vzame                             |                  |                  | Ljubezenske Igre |
| 2023                    | Vse Bom Dal Za Tebe ft. Cubismo          |                  | ✓                | Ljubezenske Igre |
| 2023                    | Pijan Od Ljubezni                        |                  | ✓                | Ljubezenske Igre |
| 2023                    | Mirno Bom Zaspal                         |                  |                  | Ljubezenske Igre |
| 2023                    | Slepa Ulica                              |                  | ✓                | Ljubezenske Igre |
| 2023                    | Ljubezenske Igre                         |                  |                  | Ljubezenske Igre |
| 2024                    | Bela lilija                              | ✓                | ✓                |                  |
| Kot gostujoči izvajalec |                                          |                  |                  |                  |
| 2018                    | V meni boš živela (Vauks ft. Žan Serčič) | ✓                | ✓                | —                |